# Gustav Wegner (SS-Mitglied)
Gustav Wegner (* 16. Januar 1905 in Denkte; † 23. September 1983 in Wolfenbüttel) war ein deutscher SS-Obersturmbannführer und Kommandeur des Wachbataillons des KZ Sachsenhausen.

## Leben
Gustav Wegner war Sohn eines Bergmanns. Nach abgeschlossener Maschinenschlosserlehre strebte er eine Polizeilaufbahn an. Von 1925 bis 1935 war er bei der Hamburger Ordnungspolizei. 1933 trat er der NSDAP (Mitgliedsnummer 3.278.660) und der SS (SS-Nummer 314.183) bei. Nach Auflösung der Landespolizei 1935 wurde Wegner ins Reichsluftfahrtministerium versetzt und von dort 1936/37 zur Höheren Heereslehranstalt nach Potsdam-Eiche abgeordnet. Als Vermessungsfachmann arbeitete er bis 1938 im Regierungspräsidium in Potsdam. Im September 1938 wurde Wegner zu den Totenkopfverbänden in das KZ Sachsenhausen kommandiert. 1939 wurde er als Untersturmführer zum Adjutanten des Wachbataillons befördert. Nach Beginn des Zweiten Weltkriegs 1939/40 an die Front nach Polen und Frankreich und wurde mit dem Eisernen Kreuz II Klasse ausgezeichnet.
Im Oktober 1940 kehrte er nach Oranienburg zurück, wo er Kommandeur des Wachbataillons wurde. Wegner war an der Massenmordaktion im Herbst 1941 beteiligt, als im Industriehof des Lagers mindestens 10 000 sowjetische Kriegsgefangene getötet wurden. Zudem räumte er ein, dass sein Bataillon 1942/43 Häftlingstransporte nach Dachau und Auschwitz bewachte. Im Mai 1942 wurden im Industriehof des Lagers 71 niederländische Widerstandskämpfer erschossen, Wegner war nach Zeugenaussagen anwesend. Im September 1944 wurde er unter Beförderung zum SS-Obersturmbannführer an die Ostfront versetzt. Von November 1944 bis März 1945 war er Kommandeur der Waffen-Grenadier-Regiments der SS (rumänisches Nr. 1). Kurz vor Kriegsende kam Wegner in Mecklenburg in amerikanische Gefangenschaft. Er wurde erst an die Briten und schließlich an die sowjetische Armee ausgeliefert.
Ein sowjetisches Militärtribunal verurteilte ihn 1946 wegen seiner Beteiligung an der Erschießung der Niederländer zu 25 Jahren Arbeitslager, die er in voller Länge in Haftanstalten auf dem Gebiet der Sowjetischen Besatzungszone und später in der DDR verbüßte. Nach der Haftentlassung 1971 siedelte er in die Bundesrepublik über und zog zu seiner Ehefrau nach Lübeck. Ein westdeutsches Ermittlungsverfahren wurde Ende 1972 eingestellt. Wegner starb 1983.